# Алькіно (Салаватський район)
А́лькіно (рос. Алькино, башк. Әлкә) — село у складі Салаватського району Башкортостану, Росія. Адміністративний центр Алькінської сільської ради.
Населення — 488 осіб (2010; 533 в 2002).
Національний склад:
- башкири — 94 %